# 明世彬
明世彬（韓語：명세빈，1975年4月10日—），韓國女演員。1996年參演歌手申昇勳的歌曲《以我爱的方式》MV出道，隨後拍攝咖啡廣告，其中的廣告詞「我⋯⋯要在這一站下車了」成為當時熱潮。1998年主演電視劇《純粹》、《紙鶴》，清純形象深入人心，被稱為是「元祖國民初戀icon」。

## 演藝經歷
1996年仍在大學就讀的明世彬，被星探發掘參加韓國頂尖歌手申昇勳的MV《以我愛的方式》的拍攝，由此邁入演藝圈。接著在皇冠糖果巧克力廣告中，因需要扮演白血病患者，毅然為表演犧牲將長髮削為平頭，成功引來媒體、觀眾的關注。                                   
1997年電影《男人的香氣》公開選拔女主角，明世彬在近千名競爭者中脫穎而出，更因此片獲韓國電影界最高榮譽青龍獎、大鐘獎提名，角逐女演員新人獎，雖然最終未獲獎，已確立明世彬在演藝圈新星中的竄紅銳勢。
1998年明世彬首部擔任主角電視劇《純粹》播出，與男主角柳時元搭檔主演，引起觀眾追劇熱捧風潮，接著兩人再度合演長篇電視劇《紙鶴》，明世彬赫柳時元的“電視情侶“形象更是風靡一時，此後明世彬成為韓國電視劇主演的重要演員。
2004年電視劇《想結婚的女子》締造高收視率及話題關注，明世彬迎來個人演藝事業的巔峰期。 
明世彬演藝生涯中，與男星柳時元合作拍戲最受觀眾歡迎，形象良好的兩人更獲LG廣告商青睞代言。合演電視劇作品包括《純粹》、《紙鶴》、《結婚》膾炙人口、深入人心。此外，明世彬亦曾擔任慶南大學文化內容學部的客座教授。 
關於明世彬的出生年份曾流傳兩個版本，2017年出演KBS綜藝節目《Happy Together》時，她表示自己出生於1975年。

## 個人生活
2007年8月17日，明世彬與同屬首爾江南區道谷洞“好消息教會”的教友、年長她11歲的律師姜淏盛結婚，於首爾市廣津區廣壯洞華克山莊Vista大廳舉行非公開婚禮。韓國情歌王子申昇勳為婚禮演唱祝歌，包括女方演藝界好友包括崔志宇、姜成妍等人及男方的法界友人在內出席婚宴的嘉賓達千餘人。新郎姜淏盛畢業於首爾大學法律系，曾在水原地區擔任檢察官，後轉任律師。曾幫藝人白智榮、李泰蘭打官司，鋒頭甚勁。明世彬與姜淏盛由於是高知名度的演員與名律師熱戀結婚，成為當時熱門話題。
結婚5個月後，2008年1月兩人閃電離婚，分手理由為個性不合。

## 演出作品

### 電視劇
| 年份   | 播放頻道 | 戲劇名稱                                    | 角色          | 備註          |
| 1998年 | SBS      | SBS 70分鐘電視劇 《等待著幼稚園巴士的父親》 | 幼稚園老師    |               |
| 1998年 | KBS      | 《純粹》                                    | 尹惠珍/恩希   |               |
| 1998年 | KBS      | 《紙鶴》                                    | 曹娜軒        |               |
| 1999年 | SBS      | 《波濤上的家》                              | Maria         |               |
| 1999年 | SBS      | 《G H O S T》                               | 尹善玲/徐彩瑩 | 一人分飾兩角  |
| 1999年 | KBS      | 《天定情緣》                                | 鄭京蘭        |               |
| 2000年 | MBC      | 《喜歡熱情的東西》                          | 玄美梨        |               |
| 2000年 | KBS      | TV文學館《路帶來思念》                      |               |               |
| 2001年 | SBS      | 《依然愛你》                                | 吳順美        |               |
| 2002年 | KBS      | 《好想談戀愛》                              | 金敏恩        |               |
| 2003年 | SBS      | 《太陽深處》                                | 全海倫        |               |
| 2004年 | MBC      | 《想結婚的女子》                            | 李申英        |               |
| 2005年 | KBS      | 《結婚》                                    | 申殷秀        |               |
| 2005年 | MBC      | 一步電視劇《某晚的Tea Party》               | 咖啡館經理    |               |
| 2006年 | MBC      | 《我人生的特輯》                            | 尹惠蘿        |               |
| 2006年 | MBC      | 《狐狸啊，你在做什麼？》                    | 時裝秀藝人    | EP.2 特別出演 |
| 2007年 | MBC      | 《宮S》                                     | 華仁女帝      |               |
| 2010年 | SBS      | 《三姊妹》                                  | 金恩英        |               |
| 2012年 | MBC      | 《兒子傢伙們》                              | 成仁玉        |               |
| 2013年 | MBC      | 《帝王之女守百香》                          | 彩華          | 特別出演      |
| 2015年 | MBC      | 《Kill Me Heal Me》                         | 閔恕延        | 特別出演      |
| 2016年 | KBS      | 《再次，初戀》                              | 李荷珍        |               |
| 2017年 | tvN      | 《復仇者社交俱樂部》                        | 李美淑        |               |
| 2018年 | tvN      | tvN Drama Stage 《我們家有好吃的大醬》      | 韓靜熙        |               |
| 2020年 | tvN      | 《一半的一半》                              | 林秀玉        | 特別出演      |
| 2021年 | MBN      | 《打包袱—盜取命運》                         | 海仁堂李氏    |               |
| 2023年 | JTBC     | 《車貞淑醫生》                              | 崔勝熙        |               |
| 2024年 | MBN      | 《世子消失了》                              | 昭秀大妃閔氏  |               |
| 待公布 | JTBC     | 《金部長的故事》                            |               |               |

### 電影
| 年份   | 電影名稱       | 角色   | 備註 |
| 1998年 | 《男人的香氣》 | 申恩慧 |      |
| 1999年 | 《北京飯店》   | 韓美萊 |      |
| 待公布 | 《酒店》       |        |      |

### MV
| 年份   | 曲名             | 演唱者 | 收錄專輯             | 備註     |
| 1996年 | 《以我愛的方式》 | 申昇勳 | 《Shin Seung Hun Ⅴ》 | 出道作品 |
| 1997年 | 《離別》         | 李志勳 | 《Love&Forever》     |          |
| 1999年 | 《約定》         | 金範洙 | 《A Promise》        |          |
| 2004年 | 《我愛你的理由》 | WAX    | 《WAX BEST》         |          |

### 電台節目
| 播出日期 | 播出頻道 | 節目名稱            | 備註     |
| 2015年   | EBS FM   | EBS書籍閱讀電台系列 | 電台主持 |
| 2016年   | EBS FM   | 詩 音樂會           | 電台主持 |

## 獲獎及提名列表
| 年度   | 授獎單位                  | 獎項                       | 提名作品           | 結果 |
| 1998年 | 韓國化妝師協會KMMA        | 電影演員部門最佳化妝獎     | 不適用             | 獲獎 |
| 1998年 | 第19屆青龍電影獎          | 女子新人演技賞             | 《男人的香氣》     | 提名 |
| 1998年 | 第12屆KBS演技大賞         | 女子新人演技賞             | 《純粹》、《紙鶴》 | 獲獎 |
| 1998年 | 第12屆KBS演技大賞         | 上鏡賞                     | 《純粹》、《紙鶴》 | 獲獎 |
| 1999年 | 第35屆百想藝術大賞        | TV部門女子新人演技賞       | 《純粹》           | 獲獎 |
| 2010年 | 第17屆SBS演技大獎         | 連續劇部門女子優秀演技賞   | 《三姊妹》         | 提名 |
| 2011年 | 第1屆SBS希望明天 分享大賞 | 印象名人賞                 | 不適用             | 獲獎 |
| 2012年 | 第39屆MBC演技大獎         | 連續劇部門女子最優秀演技賞 | 《兒子傢伙們》     | 提名 |
| 2017年 | 第31屆KBS演技大賞         | 日日劇部門女子優秀演技獎   | 《再次，初戀》     | 獲獎 |

## 外部連結
- 明世彬的Instagram帳戶
- NAVER搜索